# Marit Gaup Eira
Marit Gaup Eira, nom sami Šelgon Joreha Máret, (1945) és una ramadera de rens, cantant i joikera tradicional sami. És una de les representants més importants del joik genuí.
Va començar a cantar joiks a la natura, quan estava amb els rens, ja que la seva mare que era cristiana no deixava que es cantessin joiks a casa. Ha participat 10 vegades en el concurs de música sami Sámi Grand Prix en la categoria de joik i hi ha guanyat 3 vegades. El 2004 va publicar l'àlbum Beaskađas amb joiks tradicionals i d'altres compostos per ella mateixa. El 2009, juntament amb la seva germana bessona Risten Sara Gaup Turi (Šelgon Joreha Ristin), van publicar Ipmeláhči Hálddus (A la disposició de Deu Pare), un disc de psalms samis. Ella i el seu marit Mikkel Eira han participat en el film Jojk – Juoigan de Maj-Lis Skaltje, i en el CD Davvi Jienat que va aplegar veus tradicionals del joik genuí de diferents parts de Sápmi.
El 2012 va ser guardonada amb el Premi Áillohaš de música.

## Discografia
- 2004 Beaskađas
- 2005 Davvi Jienat, amb varis artistes
- 2009 Ipmeláhči Hálddus, amb Risten Sara Gaup Turi